# شهرستان ژاسنیس
شهرستان ژاسنیس (به لاتین: Jasenice) یک منطقهٔ مسکونی در کرواسی است که در شهرستان زادار واقع شده‌است. شهرستان ژاسنیس ۱۲۲٫۰۱ کیلومتر مربع مساحت و ۱٬۳۹۸ نفر جمعیت دارد و ۱۲۹ متر بالاتر از سطح دریا واقع شده‌است.